# پریکلس، شاهزاده تایر

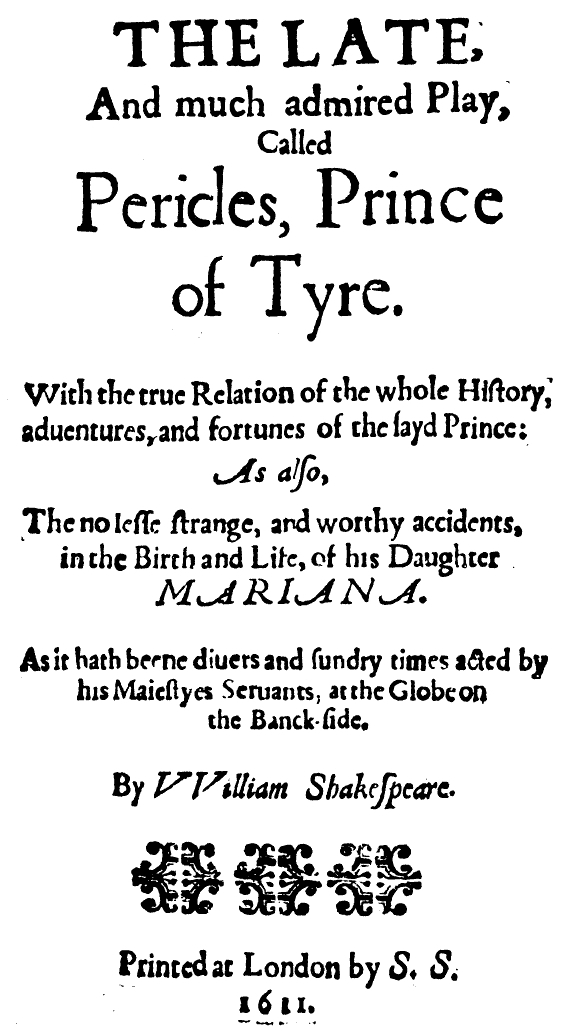
نسخه‌ای از نمایشنامه پریکلس، شاهزادهٔ تایر، چاپ شده در سال ۱۶۱۱

پریکلس، شاهزادهٔ تایر نمایشنامه‌ای تراژدی اثر ویلیام شکسپیر است که در حدود سال‌های ۱۶۰۸–۱۶۰۷ نوشته شده‌ است.

## مآخذ نمایشنامه
داستان پریکلس بسیار قدیمی است و تقریباً در تمامی زبان‌های اروپایی یافت می‌شود. در زمان شکسپیر توسط لارنس تواین در داستانی به نثر به نام الگوی ماجراهای دردناک (۱۵۶۷ و چاپ دوم ۱۶۰۷) به زبان انگلیسی گردآوری شد. شکل انگلیسی قدیمی‌تر این داستان در حماسه‌های نظم کانفیسو آمانتیس (۱۳۹۰) و بعدها در آپولونیوس اهل تایر اثر شاعر قرن شانزدهم انگلیس جان گاور وجود دارند. همچنین داستانی به نام ماجراهای دردناک شاهزاده پریکلس اهل تایر اثر جورج ویلکنز وجود دارد که از نمایشنامه شکسپیر که ظاهراً پس از آن نوشته شده، یاد می‌کند. گرچه ارتباط بین نمایشنامه شکسپیر و این داستان مشکوک به نظر می‌رسد، به نظر بعضی منتقدان مآخذ اصلی مورداستفاده شکسپیر فقط تواین و گاور هستند.

## شخصیت‌های نمایش
این نمایشنامه در پنج پرده تدوین شده و دارای هجده شخصیت و تعدادی سیاهی‌لشکر است. شخصیت‌های اصلی نمایش عبارت اند از:
- گاور: جان گاور، شاعر انگلیسی (۱۳۲۵–۱۴۰۸میلادی)، سردستهٔ خوانندگان کُر و معرفی‌کننده نمایش.
- آنتیوخوس: پادشاه رذل و شرور آنتیاخ (انطاکیه)
- پرنسس: دختر آنتیوخوس، خوش‌اندام، شاد، با صورت پُر.
- پریکلس: شاهزادهٔ تایر(صور)
- ثائیسا: شاهزاده خانمی بی اندازه باتقوا، دختر سیمونیدس (پادشاه پنتاپولیس) و همسر پریکلس.
- مارینا: دختر زیبای پریکلس و ثائیسا.
- لوخوریدا: پرستار مارینا.
- سرمیون: پزشک حاذق افه سوس، معجزه گر.
- دیانا: الاههٔ شهر افه سوس.
- ثالیارد: مردی از دربار آنتیوخوس، فردی جانی در استخدام شاه.
- هلیکانس
- اسکانس
- کلئون
- دیونوزا
- سیمونیدس
- فیلمون
- لئونی
- رئیس گزمه‌های شهر
- لردها، بانوان اشرافی، شوالیه‌ها، دزدان دریایی، ملاحان، ماهیگیران و قاصدها.

## محل وقوع حوادث نمایشنامه
آنتیاخ، تایر، طرسوس، پنتاپولیس، افه‌سوس و میتلین؛ یونان.

## خلاصهٔ نمایشنامه

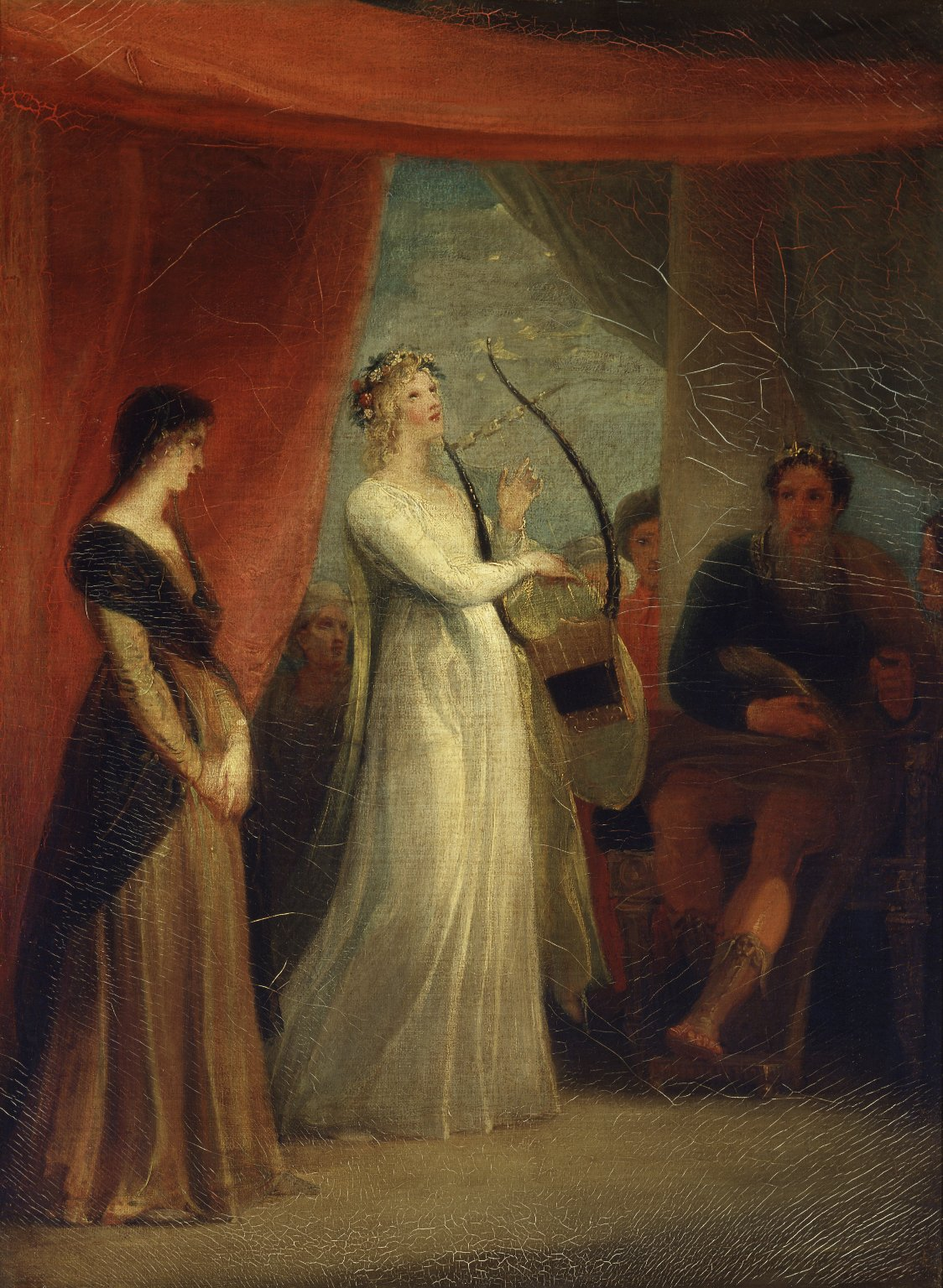
Marina singing before Pericles

گاور، در نقش معرفی‌کننده داستان نمایش، در آغاز نمایش فاش می‌کند که پریکلس شاهزاده تایر به شهر آنتیاخ آمده و در پی ماجراجویی‌ها، خواستار ازدواج با دختر زیبای آنتیاخوس است؛ اما شرطی که شاه برای ازدواج او با دختر خود نهاده‌ است، حل کردن معمایی است که ریشه آن موضوع زنا با محارم است؛ موضوعی که گویا رازی هولناک در دربار را در خود دارد. پریکلس (در مقابل درباریان و شاه) در پاسخ به معما چنان ظریفانه سخن می‌گوید که معنای آن را تنها شاه و دخترش می‌فهمند. اگرچه مجلس با شوخی و خنده به پایان می‌رسد، پریکلس همان شب از ترس جان خویش از شهر می‌گریزد و به دیار خود بازمی‌گردد. گرچه در آنجا هم در خوف گرفتار شدن به غضب آنتیاخوس کبیر و سهمگین است؛ بنابراین او پادشاهی کوچک خود را در دست هیلکانس؛ از مردان وفادار خود می‌گذارد و با کشتی به سرزمین دور تارسوس در مقدونیه می‌رود؛ و این درست همان شبی است که ثالیارد، بزرگترین آدمکش دربار آنتیاخوس، به شهر تایر وارد می‌شود…
در پایان پرده پنجم گاور به عنوان موخره نمایش را چنین جمع‌بندی می‌کند:
 در آنتیاخوس و دخترش
شهوت دیوصفتی را دیدید که به مکافاتش رسیدند
در پریکلس و همسر و دخترش نیز تقوای حق را دیدید که

گرچه از تقدیر ضربه‌ها دیدند؛ به رهنمایی یزدان رستگاری آمد
و تاج شادی‌های جهان را بر سرشان نهاد.